# Piercia
Piercia là một chi bướm đêm thuộc họ Geometridae.